# Dennis Condrey
Dennis Condrey (Florence, 2 gennaio 1952) è un wrestler statunitense.
Noto per essere stato uno dei componenti dei The Midnight Express, storico tag team degli anni ottanta e novanta.

## Carriera nel wrestling

### National Wrestling Alliance (1973–1987)
Dennis Condrey esordì nel 1973 nel wrestling, per il promoter Nick Gulas. Lottò anche nella Mid-Atlantic. Nel 1974 fece coppia con Phil Hickerson in un tag team chiamato Bicentennial Kings. Nel marzo 1977 cominciò a lavorare nella federazione di proprietà di Jerry Jarrett a Memphis. Nel 1978 si spostò nella Southeast Championship Wrestling. Quando i Bicentennial Kings si divisero nel 1979, Condrey formò i Big C's con Don Carson. Nel 1980, dopo il ritiro di Carson, conobbe Randy Rose e formò i Midnight Express, reclutando anche Norvell Austin. Nel 1984 lasciarono la compagnia per la Mid-South Wrestling.
Qui, Condrey diede vita a una nuova versione dei Midnight Express con Bobby Eaton e Jim Cornette come manager. Iniziarono inoltre uno storico feud con i Rock 'n' Roll Express che nel 1985 fu trasposto nella Jim Crockett Promotions.

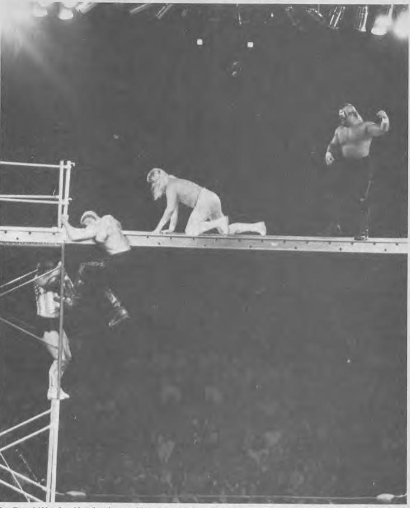
Condrey (estrema sinistra) durante lo scaffold match tra Midnight Express e Road Warriors a Starrcade '86

Agli inizi del 1986 Condrey ed Eaton vinsero i titoli NWA World Tag Team sconfiggendo i Rock 'n' Roll Express a Superstars on the Superstation e proseguirono la rivalità con loro fino a quando Condrey lasciò improvvisamente la compagnia nel 1987, senza avvisare Cornette, Eaton o l'NWA stessa.

### American Wrestling Association (1987)
Nella American Wrestling Association Condrey ritrovò il suo ex tag team partner Randy Rose che aveva come manager Paul E. Dangerously. "Loverboy" Dennis e "Ravishing" Randy si facevano chiamare "The Midnight Express", e dichiaravano di avere i diritti del nome, che era sempre stato usato da Condrey ed Eaton (e in seguito da "Beautiful" Bobby Eaton e "Sweet" Stan Lane) nella NWA.
Il 30 ottobre 1987 Condrey e Rose sconfissero Jerry Lawler e Bill Dundee vincendo i titoli AWA World Tag Team. I due ebbero un regno durato due mesi, prima di perdere le cinture in favore dei Midnight Rockers (Shawn Michaels & Marty Jannetty) il 27 dicembre 1987 a Las Vegas, Nevada.

### Ritorno NWA World Championship Wrestling (1988–1989)
Dopo avere lottato per qualche tempo nel circuito indipendente, Condrey tornò nella NWA nel novembre 1988, insieme a Randy Rose e Paul E. Dangerously, facendosi chiamare "The Original Midnight Express".
Nella puntata del 5 novembre di World Championship Wrestling, Jim Cornette ricevette una telefonata anonima. Lo sconosciuto ridicolizzava Cornette per la sconfitta rimediata da Eaton e Lane che avevano perso i titoli NWA World Tag Team contro i Road Warriors il 29 ottobre. Cornette riconobbe lo sconosciuto e gli chiese di rivelare la propria identità. A questo punto, Dangerously e gli Original Midnight Express salirono sul ring assalendo Cornette e Stan Lane. Cornette si presentò la settimana successiva in televisione mostrando la sua giacca macchiata di sangue e la faida ebbe inizio.
Le due coppie si scontrarono a Starrcade '88, ma il tutto si risolse in un nulla di fatto. Il feud proseguì per mesi nella NWA, culminando in un 6-man tag match che coinvolse anche i rispettivi manager nel febbraio 1989. Colui che sarebbe stato schienato avrebbe dovuto lasciare la promozione. Tuttavia, a causa dei cambiamenti di proprietà, la NWA stava attraversando un periodo di sconvolgimento nel booking con Dusty Rhodes sostituito da George Scott. Jim Crockett Jr. aveva già avuto problemi con Condrey a causa della sua precedente fuoriuscita dalla NWA e Scott aveva precedenti animosità con Rose, quindi l'apparizione di Scott fece da catalizzatore per "liquidare" la faida. Dennis Condrey decise ancora una volta di lasciare la NWA, piuttosto che dare soddisfazione a Crockett e Scott. Jack Victory fu chiamato come suo sostituto nel previsto 6-man tag match.

### Continental Wrestling Federation e International Championship Wrestling (1989–1990)
Condrey tornò in Alabama (nella ora Continental Wrestling Federation) nella primavera del 1989. Il 22 luglio 1989 Condrey sconfisse Tom Prichard e conquistò il CWF Heavyweight Championship, prima di cederlo nuovamente a Prichard il 6 dicembre. Egli formò inoltre un tag team di breve durata chiamato "Lethal Weapons" con Doug Gilbert. Insieme, si spostarono nel New England per lottare nella International Championship Wrestling. Il 30 dicembre 1989 sconfissero Phil Apollo e Vic Steamboat vincendo l'ICW Tag Team Championship. Detennero le cinture fino al marzo 1990, quando lasciarono la compagnia. Condrey si ritirò dal ring poco tempo dopo.

### Circuito indipendente e ritiro (2004–2011)
Condrey tornò a lottare in coppia con Eaton nel 2004 e, insieme a Stan Lane, lottarono come Midnight Express nel circuito indipendente ed ebbero un feud con Rock 'n' Roll Express e The Fantastics.
Condrey firmò per la World Wrestling Entertainment nel marzo 2010 come allenatore di giovani talenti. Fu assegnato alla Florida Championship Wrestling e lavorò con giovani del roster di NXT. Condrey si ritirò nuovamente dal ring nel 2011, dopo aver combattuto il suo ultimo match il 15 ottobre, contro Bill Mulkey all'evento AWE Night of Legends.

## Titoli e riconoscimenti
- American Wrestling Association
  - AWA World Tag Team Championship (1) – con Randy Rose[2]
- Continental Wrestling Federation
  - CWF Heavyweight Championship (1)
- Georgia Championship Wrestling
  - NWA Georgia Heavyweight Championship (1)
- International Championship Wrestling (New England)
  - ICW Tag Team Championship (1) – con Doug Gilbert
- International Wrestling Cartel
  - IWC Tag Team Championship (1) – con Bobby Eaton[9]
- Jim Crockett Promotions
  - NWA World Tag Team Championship (Mid-Atlantic version) (1) – con Bobby Eaton
- Memphis Wrestling Hall of Fame
  - Classe del 2017[10]
- Mid-South Wrestling Association
  - Mid-South Tag Team Championship (2) – con Bobby Eaton
- National Wrestling Alliance
  - NWA Hall of Fame (classe del 2008)
- NWA Bluegrass
  - NWA Bluegrass Tag Team Championship (1) – con Bobby Eaton
- NWA Mid-America / Continental Wrestling Association
  - NWA Southern Tag Team Championship (9) – con Phil Hickerson (5), Don Carson (1), David Schultz (1), e Randy Rose (2)
  - NWA Mid-America Heavyweight Championship (2)
  - NWA Mid-America Tag Team Championship (1) – con Phil Hickerson
  - NWA Six-Man Tag Team Championship (2) – con Al Greene & Phil Hickerson (1), e Tojo Yamamoto & Chris Colt (1)
  - NWA United States Tag Team Championship (Mid-America version)  (5) – con Phil Hickerson[11][12]
  - NWA World Brass Knuckles Championship (1)
- NWA Wrestle Birmingham
  - NWA Wrestle Birmingham Heavyweight Championship (1)
  - NWA Wrestle Birmingham Television Championship (1)
- Professional Wrestling Hall of Fame
  - Classe del 2019 – Come membro dei Midnight Express insieme a "Beautiful" Bobby Eaton e "Ravishing" Randy Rose
- Southeastern Championship Wrestling
  - NWA Alabama Heavyweight Championship (2)
  - NWA Southeastern Heavyweight Championship (Northern Division) (1)
  - NWA Southeastern Tag Team Championship (15) – con Randy Rose (10), David Shultz (1), Don Carson (1), e Phil Hickerson (3)
- Windy City Pro Wrestling
  - WCPW Tag Team Championship (1) – con Randy Rose[13]
- World Class Championship Wrestling
  - NWA American Tag Team Championship (1) – con Bobby Eaton[14][15]
- World Wrestling Council
  - WWC North American Tag Team Championship (1) – con Dutch Mantel
- Pro Wrestling Illustrated
  - 219º classificato nella lista dei migliori 500 wrestler singoli durante i "PWI Years" del 2003.
  - 21º classificato (con Bobby Eaton) nella lista dei 100 migliori tag team durante i "PWI Years" del 2003.
- Wrestling Observer Newsletter
  - Tag Team of the Year (1986) con Bobby Eaton
  - Wrestling Observer Newsletter Hall of Fame (Classe del 2009) con Bobby Eaton nei Midnight Express;